# Удино (Тверская область)
Удино — деревня в Удомельском городском округе Тверской области.

## География
Деревня находится в северной части Тверской области на расстоянии приблизительно 15 км на юг-юго-запад по прямой от железнодорожного вокзала города Удомля на юго-западном берегу озера Волчино.

## История
Известна с 1839 года. В 1859 году принадлежала помещику Колзакову. Дворов (хозяйств) в ней было 8 (1859 год), 15 (1886), 17 (1911), 20 (1958), 7 (1986), 1 (2000). В советское время работали колхозы «Красное Удино», «1-е мая» и «Рассвет». До 2015 года входила в состав Удомельского сельского поселения до упразднения последнего. С 2015 года в составе Удомельского городского округа.

## Население
Численность населения: 80 человек (1859 год), 87 (1886), 117 (1911), 55 (1958), 9 (1986), 3 (русские 100 %) в 2002 году, 1 в 2010.